# Sophie Alouf-Bertot
Pour les articles homonymes, voir Alouf (homonymie) et Bertot.
Sophie Alouf-Bertot (née en 1945), est une graphiste, peintre et enseignante belge. Elle vit et travaille à Bruxelles.

## Éducation
Sophie Bertot fait des études secondaires artistiques à l'Institut Sainte Marie de Bruxelles puis intègre le département d'arts graphiques de l’École nationale supérieure des arts visuels La Cambre, où elle est formée dans l'atelier de Luc Van Malderen. Elle suit le cours de typographie de Fernand Baudin. Elle se spécialise dans les œuvres en trois dimensions, design ou conception de vitrines. Sophie Alouf-Bertot obtient son diplôme en 1969.
En 1970, elle épouse Sami Alouf, originaire du Liban, un autre étudiant de La Cambre.

## Pratique artistique
Après l'obtention de son diplôme à La Cambre, Sophie Alouf-Bertot  commence à travailler chez Elizabeth Arden où elle est chargée de la conception des grandes vitrines dans les pays du Benelux. Au bout d'un an et demi, elle renonce à la stabilité financière que lui procure cet emploi et crée son propre studio de design avec son mari Sami Alouf, « S+S Alouf design ».
Sophie Alouf-Bertot a une prédilection pour les couleurs vives, les contrastes et le travail d'illustration, tandis que Sami Alouf se spécialise dans la création de logotypes, de typographies et tout ce qui touche aux programmes d'identité d'entreprise. Bien qu'ils aient des rôles spécifiques dans leur pratique, leur approche préférée est de prendre ensemble les décisions finales pour la version finale du design.
Parmi leurs premiers clients les centres commerciaux, Woluwe Shopping Center et Westland Shopping Center leur confient la création de leur identité graphique ainsi que d'affiches pour des expositions thématiques. Ils conçoivent ainsi environ 200 affiches d'une finition luxueuse en sérigraphie, avec un tirage réduit.
Sophie Alouf-Bertot et Sami Alouf conçoivent des dispositifs signalétiques pour plusieurs établissements en utilisant la couleur pour améliorer à la fois l'attractivité et la clarté et en prenant en compte les caractéristiques de chaque projet.
Dans le centre commercial de Nivelles, leur système d'orientation sert  également de logo, avec deux panneaux lumineux composé d'un N et d'une flèche. À l'intérieur du bâtiment, un chiffre ou des flèches disposées les uns au-dessus des autres créent une impression de traversée de rue.
Pour l'Université libre de Bruxelles (ULB), ils adoptent une autre approche, avec une couleur différente pour chaque département pour s'orienter à travers le campus. Le code couleur a été complété par une quarantaine de pictogrammes.
Ils conçoivent également la signalétique de la salle des fêtes du Palais des Beaux-Arts de Bruxelles, construit par Victor Horta. Là, ils s'inspirent du style du bâtiment en utilisant des plaques d'acier émaillées de la même couleur beige que les murs et des lettres et des flèches vert vif ou bleu vif créant ainsi un look distingué, lumineux et convivial.
Parmi les autres clients de "S+S design" on trouve le Design Center à Bruxelles, la Commission européenne, ainsi que des projets internationaux pour des hôtels tels que la chaîne hôtelière " Sheraton Management Corporation " (Starwood) en Afrique, Europe, États-Unis et au Moyen-Orient.
Sophie Alouf-Bertot utilise la technique du collage pour concevoir ses affiches. Des formes collées sur des feuilles de cellophane transparentes lui permettent d'expérimenter la couleur, les formes et la composition jusqu'à l'obtention du résultat souhaité. Une fois l'image de l'affiche terminée, elle ajoute des textes pour faire la mise en page comme une image totale et non comme un texte et une image séparés. Elle utilise également la peinture qui lui donne encore plus de liberté.

## L'enseignement
Sophie Alouf-Bertot consacre une grande partie de sa vie professionnelle à l'enseignement. De 1979 à 1992, elle enseigne les arts graphiques à l'Atelier d'arts graphiques de l'Institut Saint Luc à Bruxelles, puis devient responsable de ce département de 1992 à 2010.
De 1988 à 2004, elle enseigne la Communication par l'image et la couleur à l'ENSAAV en section typographie.

### La Peinture
Parallèlement à son activité de designeuse, Sophie Alouf-Bertot se consacre également à la peinture. Ses tableaux montrent des formes géométriques, très colorées.

## Expositions
Sophie Alouf-Bertot a participé à plusieurs expositions collectives à Bruxelles, Courtrai, Beyrouth, Metz, Amsterdam, Luxembourg, Paris et Athènes. Celles-ci incluent : 
- 1976 : Musées royaux des Beaux-Arts de Belgique, Bruxelles. Catalogue de Milton Glaser.
- 1978 : Biennale internationale de l'affiche, Varsovie.
- 1978 : Biennale de design graphique, Brno.
- 1980 :  L'art de l'affiche en Belgique depuis 1900 – 1980, Galerie CGER, Bruxelles et dans le catalogue avec une affiche du Woluwe Shopping Center.
- 2012 : exposition collective de peintures à la Brussels Seed Factory, Bruxelles.
- 2013 : 75 ans de Spirou, Brussels Seed Factory, Bruxelles[5]
- 2015 : Classic event, Courtrai[6]
- 2019 : Off the Grid , Exposition belge de design graphique au Design Museum, Gand[7].
- 2020 : Focus on, Belgisch Instituut Grafisch Ontwerp, Anvers[8]
- 2021 : Les entremetteurs, Art au centre, Liège[9]

Plusieurs affiches de l'atelier « S+S Alouf design » font partie de la collection des Musées royaux des Beaux-Arts de Belgique. 
Ses œuvres sont reprises dans le catalogue de l'exposition 20 ans d'affiche en Wallonie et à Bruxelles 1970-1990.